# Green Gartside
Green Gartside, vlastním jménem Paul Julian Strohmeyer (* 22. června 1955) je velšský zpěvák a kytarista. Narodil se v Cardiffu, ale v dětství žil i v dalších městech, jako například Bridgend, Newport a Ystrad Mynach. V dětství mu zemřel otec a matka se provdala za muže jménem Gordon Gartside, jehož příjmení přijal i syn. Docházel na gymnázium ve městě Cwmbran a později docházel na Newport Art College (ta se později stala součástí University of South Wales). V polovině sedmdesátých let odjel studovat do anglického města Leeds, kde roku 1977 založil skupinu Scritti Politti. Později spolupracoval i s dalšími hudebníky. V roce 2014 zpíval v písni „Between the Clock and the Bed“ z alba Futurology velšské skupiny Manic Street Preachers. Roku 2015 získal čestné členství na londýnské škole Goldsmiths.